# Regionalny organ decentralizacyjny Pordenone
Regionalny organ decentralizacyjny Pordenone (wł. Ente di decentramento regionale di Pordenone) - regionalny organ decentralizacyjny we Włoszech, z siedzibą zlokalizowaną w Pordenone. Znajduje się w nim 50 gmin
Wszedł w życie z dniem 1 lipca 2019 roku i zastąpił prowincję Pordenone.